# 하나마치
하나마치(일본어: 花街)는 일본의 게이샤 지역이다. 하나마치는 "꽃마을"을 뜻한다. 하나마치 안에는 여러 오키야와 오차야 (찻집)가 자리하고 있다.

## 지역 별 하나마치
하나마치는 홍등가를 뜻하는 "유카쿠"보다 상위 개념이다. 1600년대 초, 세 개의 하나마치 구역이 있었다. 교토의 시마바라 (1640년), 오사카의 신마치 (1624년-1644년), 에도 (현재 도쿄)의 요시와라 (1617년)이다.

### 교토
교토의 하나마치는 "카가이" 또는 "고카가이"라고도 불린다. 과거에는 여섯 곳이 있었으나, 현재는 다섯 곳만 남았다.
- 기온 ('기온 고부'와 '기온 히가시')
- 미야가와쵸
- 카미시치켄
- 폰토쵸

과거:
- 시마바라

### 도쿄
- 신바시
- 아카사카
- 아사쿠사
- 요시쵸
- 카구라자카
- 무코지마
- 오모리 카이간

도쿄 인근:
- 하치오지

### 오사카
- 기타 신지
- 미나미 신지
- 신마치

### 가나자와
과거:
- 히가시 차야
- 니시 차야

### 이외 하나마치/카가이
- 토리모리
- 신토미쵸
- 후카가와
- 마루야마쵸
- 아나기바시
- 나카노 신바시
- 요시와라 - 과거 도쿄의 공창가였고 종종 하나마치라 불렸다.

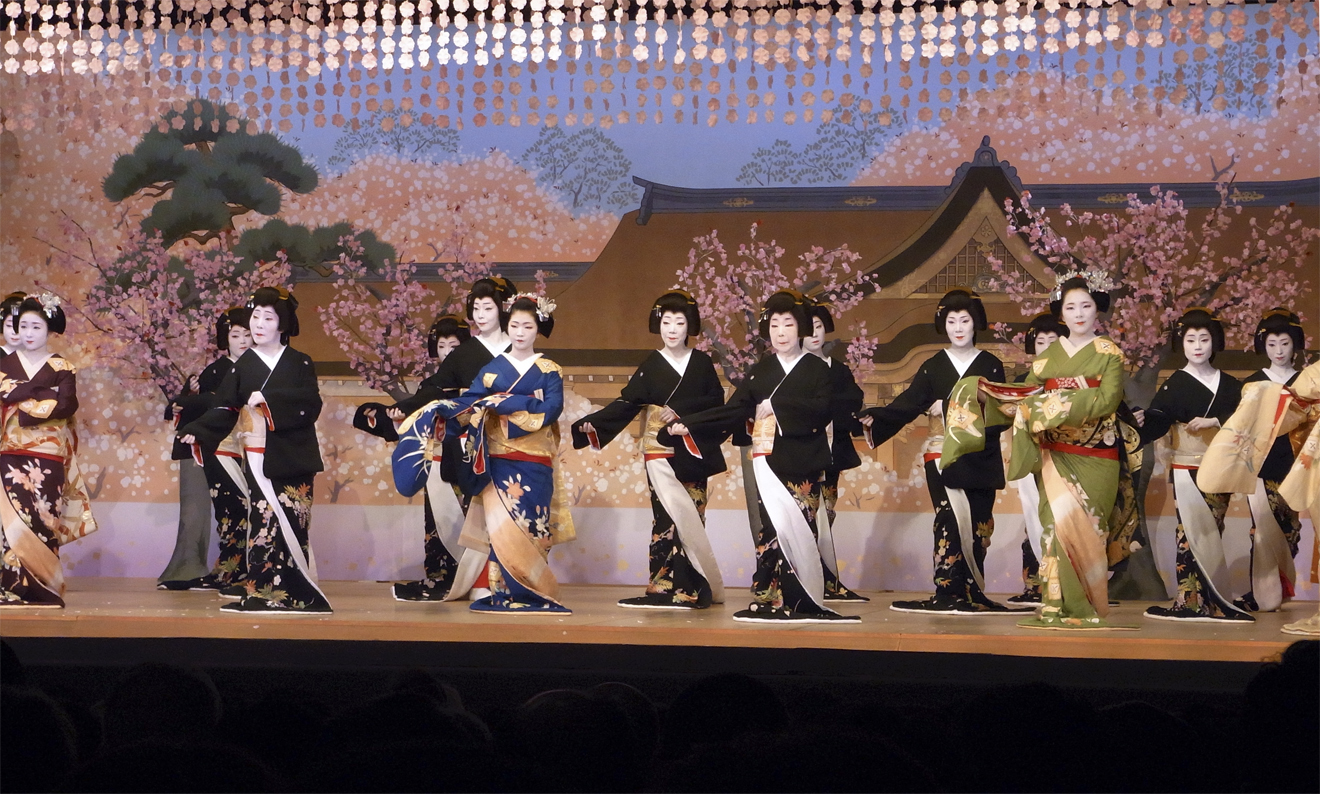
가미시 치케의 게이샤들이 매년 공연하는 가부키 춤